# David Littell
David Arthur Littell (25 ottobre 1953) è un ex schermidore statunitense.

## Biografia
Ha partecipato ai Giochi della XXIV Olimpiade di Seul nel 1988.

## Palmarès
In carriera ha conseguito i seguenti risultati:
- Giochi Panamericani:

Indianapolis 1987: bronzo nel fioretto a squadre.